# ميدي 1 راديو (المغرب)
ميدي 1 راديو (بالفرنسية: Medi1 Radio)‏ وتسمى رسميا إذاعة البحر الأبيض المتوسط الدولية هي إذاعة دولية في المغرب تأسست سنة 1980 من طرف شركة تحمل نفس الاسم. لقد كانت هذه المحطة هي الإذاعة الخاصة الوحيدة في المشهد الإذاعي المغربي لمدة 24 سنة قبل انفتاح المجال على القطاع الخاص، وتبلغ نسبة مستمعيها 6.62%.
ميدي1 تبث من مدينة طنجة شمال المغرب. برامج الإذاعة باللغتين العربية والفرنسية ضمن برمجة عامة وشاملة. تغطي الإذاعة القضايا الوطنية والدولية وتفرد حيزا لبرامج النقاش والترفيه.
تم إطلاق ميدي1 من أجل منافسة الإذاعة الجزائرية الثالثة، في خضم التشنجات السياسية بين المغرب والجزائر إبّان حرب الصحراء. كونها ثمرة شراكة دبلوماسية بين الملك الحسن الثاني والرئيس السابق الفرنسي فاليري جيسكار ديستان، فإن ميدي1 مملوكة بنسبة 51% لمجموعات خاصة مغربية والباقي ملك للمؤسسة المالية للبث الإذاعي (SOFIRAD) وهي شركة عمومية فرنسية.